# Gouvernement Barton
aucun Deakin I
Le gouvernement Barton est le gouvernement qui dirige l'Australie de janvier 1901 à septembre 1903. C'est le premier gouvernement fédéral australien : Il entre en fonction le jour de l'unification de l'Australie en fédération, le 1er janvier 1901. Dirigé par Edmund Barton, c'est un gouvernement minoritaire, formé par le Parti protectionniste avec le soutien sans participation du Parti travailliste,.

## Formation
L'Australie au XIXe siècle est composée de six colonies britanniques distinctes les unes des autres. L'unification est acquise à la suite de conférences au long des années 1890, de la rédaction d'une Constitution de l'Australie, et de son adoption par référendum dans chacune de ces colonies. Celles-ci deviennent les six États de l'Australie.
Edmund Barton, avocat et ancien procureur général de Nouvelle-Galles du Sud, est « passionnément » fédéraliste : Il joue un rôle important dans le processus d'unification du pays-continent, et préside la commission constitutionnelle durant la convention fédérale de 1897-1898. Il est ainsi « considéré comme le choix logique pour être le premier Premier ministre de l'Australie », et est invité par le représentant de la reine Victoria et futur premier gouverneur général d'Australie, Lord Hopetoun, à former un gouvernement. Il s'agira d'un gouvernement provisoire, en attendant les premières élections législatives fédérales en mars 1901,.
Edmund Barton forme un gouvernement composé principalement de dirigeants des colonies devenues États de la fédération. C'est donc un gouvernement de fortes personnalités autonomes, parfois qualifié d'« orchestre de chefs d'orchestre », tandis que Barton lui-même n'a jamais dirigé un gouvernement. Il nomme huit ministres (autres que lui-même), distribuant six ministères à six personnalités des six États et y ajoutant deux ministres sans portefeuille ; il annonce son gouvernement le jour de Noël 1900, et les ministres prêtent serment et entrent en fonction le 1er janvier 1901, jour de naissance de la fédération, au Centennial Park (en) de Sydney face à une foule de 250 000 personnes.
Le nouveau gouvernement doit rapidement entrer en campagne pour les élections législatives du mois de mars. Il promet l'instauration du droit de vote des femmes, la création d'une Haute Cour d'Australie (conformément à la Constitution), des premiers préparatifs pour une capitale fédérale à bâtir, l'instauration d'un système fédéral de taxes douanières, et la construction d'un chemin de fer transcontinental pour unifier l'est et l'ouest du pays. Les élections en mars produisent un parlement sans majorité, où le Parti protectionniste dispose de trente-deux sièges sur soixante-quinze à la Chambre des représentants et de onze sièges sur trente-six au Sénat. Le Parti pour le libre-échange a vingt-six sièges à la Chambre et dix-sept au Sénat ; le Parti travailliste, dix-sept sièges à la Chambre et huit au Sénat. Les travaillistes soutiennent globalement une politique de protectionnisme, et permettent au gouvernement Barton d'avoir la confiance du Parlement et ainsi de gouverner. George Reid, le chef du Parti pour le libre-échange, devient le premier Chef de l'opposition parlementaire,.

## Membres

### Composition initiale
Le premier gouvernement d'Australie est le suivant :
| Nom | Nom                         | Nom | Fonctions                                           | Parti           | Remarques                                                 |
| --- | --------------------------- | --- | --------------------------------------------------- | --------------- | --------------------------------------------------------- |
|     | Edmund Barton               |     | Premier ministre, Ministre des Affaires extérieures | Protectionniste |                                                           |
|     | Alfred Deakin               |     | Procureur général                                   | Protectionniste |                                                           |
|     | William Lyne                |     | Ministre de l'Intérieur                             | Protectionniste | Premier ministre de la Nouvelle-Galles du Sud (1899-1901) |
|     | George Turner               |     | Ministre des Finances                               | Protectionniste | Premier ministre du Victoria (1894-1899 et 1900-1901)     |
|     | Charles Kingston            |     | Ministre du Commerce extérieur et des Douanes       | Protectionniste | Premier ministre d'Australie-Méridionale (1893-1899)      |
|     | James Dickson               |     | Ministre de la Défense                              | Protectionniste | Premier ministre du Queensland (1898-1899)                |
|     | John Forrest                |     | Maître des Postes                                   | Protectionniste | Premier ministre d'Australie-Occidentale (1890-1901)      |
|     | Richard O'Connor (sénateur) |     | Vice-président du Conseil exécutif                  | Protectionniste |                                                           |
|     | Elliott Lewis               |     | Ministre sans portefeuille                          | Protectionniste | Premier ministre de Tasmanie (1899-1903)                  |

### Changements ultérieurs
Le ministre de la Défense James Dickson meurt le 10 janvier 1901. Un remaniement ministériel a alors lieu : John Forrest devient ministre de la Défense, cédant au sénateur James Drake la responsabilité des Postes.
Elliott Lewis, ministre sans portefeuille intégré au gouvernement pour y représenter la Tasmanie, ne se présente pas aux élections législatives fédérales de 1901. Conformément à la Constitution, seuls les députés et sénateurs peuvent être ministres, et il quitte donc le gouvernement. Le député fédéral tasmanien Philip Fysh entre au gouvernement, sans portefeuille, pour lui succéder.
Un nouveau remaniement a lieu en août 1903, quelques semaines avant la démission d'Edmund Barton. Charles Kingston a démissionné en juillet en raison d'un désaccord avec le gouvernement. William Lyne le remplace comme ministre du Commerce extérieur, cédant son propre ministère de l'Intérieur à John Forrest, qui cède celui de la Défense à James Drake, qui cède le ministère des Postes à Philip Fysh.

## Législation
À l'entrée en fonction de ce gouvernement, les institutions fédérales sont encore rudimentaires. C'est initialement « un gouvernement sans parlement, sans service public et sans locaux », le Premier ministre n'ayant pas de bureau dédié et devant emprunter une pièce dans les locaux de Parliament House, le bâtiment qui abrite le Parlement de Nouvelle-Galles du Sud à Sydney. Pour loger le parlement fédéral, le Parlement de Victoria cède son local de Parliament House à Melbourne, qui devient la capitale provisoire de l'Australie. Edmund Barton y obtient un bureau, mais n'a d'autre choix que de loger dans « un petit espace de grenier » dans ce même bâtiment. De là, le gouvernement introduit les mesures nécessaires pour compléter les fondements de la fédération : La loi Commonwealth Franchise Act de 1902 accorde aux femmes le droit de vote et le droit de se porter candidates aux élections fédérales, et en 1903 la Haute Cour d'Australie est créée. Un ensemble de lois posent « les fondements légaux, financiers et administratifs » des diverses institutions fédérales,.
Le gouvernement met par ailleurs en place des mesures protectionnistes, instituant des droits de douane au niveau fédéral, avec le soutien des travaillistes. Avec le soutien également des travaillistes afin de protéger les salaires et les conditions de travail des ouvriers australiens, il fait adopter la « Loi de restriction de l'immigration » de 1901, interdisant presque entièrement l'immigration venue d'Asie. Dans le même temps, en 1901, le gouvernement expulse les travailleurs mélanésiens des plantations du Queensland. C'est la politique de l'« Australie blanche », adoptée malgré l'opposition du gouvernement impérial à Londres,,.
En matière de la place de l'Australie dans l'Empire britannique, Edmund Barton obtient l'accord du Parlement australien pour l'envoi de soldats volontaires australiens supplémentaires à la seconde guerre des Boers que mène le Royaume-Uni dans le sud de l'Afrique. Il obtient de Londres le maintien et l'accroissement d'une flotte de la Royal Navy à Sydney pour la protection de l'Australie. Et pour contribuer à la réussite de l'Alliance britanno-japonaise, le gouvernement Barton accueille en grande pompe une visite de navires de guerre japonais en Australie en mai et juin 1903.

## Fin
Souffrant de problèmes de santé, Edmund Barton démissionne en septembre 1903 et devient l'un des premiers juges de la Haute Cour. Le procureur général Alfred Deakin le remplace comme Premier ministre, et les protectionnistes conservent de peu leur majorité relative des sièges aux élections de décembre 1903, malgré un recul au profit des travaillistes,.